# Sycophilomorpha saptapurensis
Sycophilomorpha saptapurensis är en stekelart som beskrevs av Joseph och Abdurahiman 1969. Sycophilomorpha saptapurensis ingår i släktet Sycophilomorpha och familjen fikonsteklar. Inga underarter finns listade i Catalogue of Life.